# Tanah Merah (Maleisië)
Tanah Merah is een stad en gemeente (majlis daerah; district council) in de Maleisische deelstaat Kelantan.
Tanah Merah telt 24.803 inwoners en is de hoofdplaats van het gelijknamige district.